# Artur Messias da Silveira
Artur Messias da Silveira (Rio de Janeiro, 14 de Agosto de 1961) é um político brasileiro do Rio de Janeiro. Ex-deputado estadual, foi o prefeito de Mesquita durante 2 mandatos, sendo sucedido por Rogelson Sanches Fontoura conhecido como Gelsinho Guerreiro.